# Ville-au-Val
Ville-au-Val és un municipi francès situat al departament de Meurthe i Mosel·la i a la regió del Gran Est. L'any 2007 tenia 170 habitants.

## Demografia

### Població
El 2007 la població de fet de Ville-au-Val era de 170 persones. Hi havia 56 famílies, de les quals 4 eren unipersonals (4 homes vivint sols), 20 parelles sense fills, 28 parelles amb fills i 4 famílies monoparentals amb fills.
La població ha evolucionat segons el següent gràfic:
Habitants censats

### Habitatges
El 2007 hi havia 70 habitatges, 59 eren l'habitatge principal de la família, 6 eren segones residències i 6 estaven desocupats. 58 eren cases i 13 eren apartaments. Dels 59 habitatges principals, 46 estaven ocupats pels seus propietaris, 12 estaven llogats i ocupats pels llogaters i 1 estava cedit a títol gratuït; 8 tenien tres cambres, 12 en tenien quatre i 39 en tenien cinc o més. 36 habitatges disposaven pel capbaix d'una plaça de pàrquing. A 19 habitatges hi havia un automòbil i a 36 n'hi havia dos o més.

### Piràmide de població
La piràmide de població per edats i sexe el 2009 era:
| Homes | Edats   | Dones |
| ----- | ------- | ----- |
| 0     | 95 o +  | 0     |
| 0     | 90 a 94 | 1     |
| 0     | 85 a 89 | 0     |
| 0     | 80 a 84 | 0     |
| 3     | 75 a 79 | 4     |
| 0     | 70 a 74 | 1     |
| 4     | 65 a 69 | 0     |
| 3     | 60 a 64 | 3     |
| 1     | 55 a 59 | 2     |
| 9     | 50 a 54 | 4     |
| 7     | 45 a 49 | 10    |
| 8     | 40 a 44 | 7     |
| 5     | 35 a 39 | 3     |
| 2     | 30 a 34 | 4     |
| 1     | 25 a 29 | 6     |
| 5     | 20 a 24 | 2     |
| 11    | 15 a 19 | 5     |
| 10    | 10 a 14 | 6     |
| 5     | 5 a 9   | 7     |
| 3     | 0 a 4   | 5     |

## Economia
El 2007 la població en edat de treballar era de 113 persones, 85 eren actives i 28 eren inactives. De les 85 persones actives 77 estaven ocupades (39 homes i 38 dones) i 8 estaven aturades (4 homes i 4 dones). De les 28 persones inactives 5 estaven jubilades, 16 estaven estudiant i 7 estaven classificades com a «altres inactius».

### Ingressos
El 2009 a Ville-au-Val hi havia 60 unitats fiscals que integraven 179 persones, la mediana anual d'ingressos fiscals per persona era de 19.282 €.

### Activitats econòmiques
Dels 8 establiments que hi havia el 2007, 1 era d'una empresa alimentària, 1 d'una empresa de construcció, 3 d'empreses de comerç i reparació d'automòbils, 2 d'empreses d'informació i comunicació i 1 d'una empresa classificada com a «altres activitats de serveis».
L'únic servei als particulars que hi havia el 2009 era una empresa de construcció.
Dels 2 establiments comercials que hi havia el 2009, 1 era una fleca i 1 una botiga de material de revestiment de parets i terra.
L'any 2000 a Ville-au-Val hi havia 3 explotacions agrícoles.

## Poblacions més properes
El següent diagrama mostra les poblacions més properes.